# Ivy Bethune
Ivy Bethune (* 1. Juni 1918 als Ivy Vigder in Sewastopol, Sowjetrussland; † 19. Juli 2019 in Woodland Hills, Kalifornien) war eine US-amerikanische Schauspielerin.

## Leben
Bethune begann ihre Karriere Anfang der 1960er Jahre, in der sie hauptsächlich in Fernseh-Gastrollen zu sehen war. Über drei Jahrzehnte spielte sie unter anderem in Alfred Hitchcock präsentiert, Unsere kleine Farm, Die Waltons, Hart aber herzlich und Raumschiff Enterprise – Das nächste Jahrhundert. Eine wiederkehrende Rolle hatte sie von 1981 bis 1982 in der Familienserie Vater Murphy. Nur selten war Bethune auf der großen Leinwand zu sehen; so trat sie in der Rolle der Ma Peabody in Zurück in die Zukunft auf. Daneben stand sie zwischen Mitte der 1970er bis Anfang der 2000er Jahre in verschiedenen Produktionen auf der Bühne des Colony Theatre in Burbank. Im Alter von 90 Jahren spielte sie 2008 noch eine Statistenrolle in der Komödie Get Smart.
Bethune war von 1939 bis zu dessen Tod 1950 mit William Bethune verheiratet, dessen Nachnamen sie in der Folge für ihre Schauspielkarriere weiterverwendete. Aus der Ehe ging die Schauspielerin Zina Bethune hervor. In zweiter Ehe war sie von 1971 bis zu dessen Tod 2000 mit dem Schauspieler Stuart Lancaster verheiratet. Sie starb im Alter von 101 Jahren.

## Filmografie (Auswahl)

### Film
- 1982: Flammen am Horizont (Wrong Is Right)
- 1985: Der Verrückte mit dem Geigenkasten (The Man with One Red Shoe)
- 1985: Zurück in die Zukunft (Back to the Future)
- 2008: Get Smart

### Fernsehen
- 1963: General Hospital
- 1964: Alfred Hitchcock präsentiert (Alfred Hitchcock Presents)
- 1964: The Outer Limits
- 1965: Perry Mason
- 1965: Zeit der Sehnsucht (Days of Our Lives)
- 1969: Mannix
- 1972: Kung Fu
- 1975: Unsere kleine Farm (Little House on the Prairie)
- 1976: Notruf California (Emergency!)
- 1977: Die Waltons (The Waltons)
- 1977: Drei Engel für Charlie (Charlie’s Angels)
- 1977: Lou Grant
- 1978: Barney Miller
- 1981: Hart aber herzlich (Hart to Hart; Folge: Objekt einer obskuren Begierde)
- 1981–1982: Vater Murphy (Father Murphy)
- 1983: CHiPs
- 1988: Raumschiff Enterprise – Das nächste Jahrhundert (Star Trek: The Next Generation)
- 1991: Flash – Der Rote Blitz (The Flash)
- 1991: Wer ist hier der Boss? (Who’s the Boss?)